# Michel Boujenah
Michel Boujenah (Túnez, 3 de noviembre de 1952) es un actor, director de cine y guionista francés nacido en Túnez durante el periodo del Protectorado francés de Túnez. Ha aparecido en una gran cantidad de producciones de cine y televisión, ha dirigido tres películas y aportado el guion en cuatro producciones cinematográficas. En 1985 ganó el Premio César en la categoría de mejor actor de reparto por su participación en la película Trois hommes et un couffin.

## Filmografía destacada

### Como actor
- Mais qu'est ce que j'ai fait au bon dieu pour avoir une femme qui boit dans les cafés avec les hommes? (1980)
- Trois Hommes et un Couffin (1985)
- Tranches de vie (1985)
- La dernière image (1986)
- Les Misérables (1995)
- XXL (1997)

### Como director
- 2003 : Père et Fils
- 2007 : Trois Amis
- 2016 : Le Cœur en braille